# Роберт Фано
Роберт Маріо Фано (11 листопада 1917 Турин, Італія — 13 липня 2016, Нейплз, США) — італійсько-американський вчений, почесний професор з електроніки і комп'ютерних наук в Массачусетському технологічному інституті. Відомий своїми роботами із теорії інформації, відкривши (з Клод Шеннон) алгоритм Шеннона-Фано. На початку 1960-х років він брав участь у розробці системи розподілу часу, і працював директором Массачусетського технологічного інституту з моменту його заснування в 1963 році до 1968 року.

## Життєпис
Джино Фано, батько Фано був математиком. Уго Фано — його старший брат був фізиком. Він виріс в Турині і вивчав інженерну справу. До 1939 року навчався в Інженерній школі. Він емігрував у Сполучені Штати. Роберт Фано отримав ступінь бакалавра з області електротехніки в Массачусетському технологічному інституті в 1941 році. Після війни він отримав ступінь доктора наук. Він приєднався до факультету Массачусетського технологічного інституту в 1947 році. Між 1950 і 1953 роках він очолював групу радіолокаційних методів в Lincoln Laboratory.
На додаток до своєї роботи в теорії інформації, Роберт Фано також опубліковані статті і книги по мікрохвильових системах, електромагнетизму, теорії мереж та інженерної освіти.